# أدجيتي أنانغ
أدجيتي أنانغ (بالإنجليزية: Adjetey Anang)‏ (مواليد 8 يوليو 1973)، هُو مُمثل غاني.

## وصلات خارجية
- أدجيتي أنانغ في قاعدة بيانات الأفلام على الإنترنت